# 싱가라

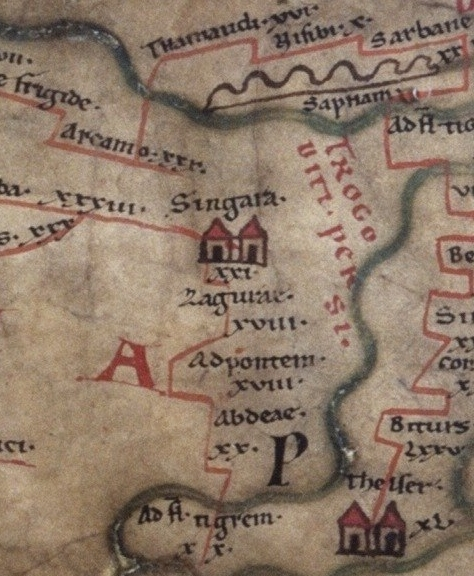
4세기 로마의 원본 지도의 중세 복제본인 포이팅거 지도에서 싱가라.

싱가라 (Singara, 고대 그리스어: τὰ Σίγγαρα 타 싱가라[*])는 메소포타미아 최북단에 위치한 극도로 요새화된 군 주둔지이며, 발견된 주화들에서 나타났듯이, 한동안 이곳은 페르시아에 맞선 전진 식민지로서 로마가 점거하고 있었다. 또한 파르티카 제1군단의 주둔지이기도 하였다.

## 위치
니시비스 남동쪽에 있다고 하는 싱가라의 위치는 보통 고대 저술가들이 정의내린 것으로, 비잔티움의 스테파누스는 ‘에데사 근처’ 아라비아 도시라 하였고 프톨레마이오스는 티그리스강에 있다고 하였다. 그렇지만 싱가라와 싱가라와 인접한 산(고대 그리스어: ὸ Σίγγαρας ὄρος, ò Síngaras óros)이 오늘날 이라크의 니네베 평야에 있는 신자르와 신자르산의 전신이라는 것에 의심의 여지는 없다.

## 역사
이곳은 트라야누스의 동방 원정 기간에 루시우스 퀴에투스가 114년 겨울에 교전 없이 점령하면서 처음으로 로마군에 점거되었다. 117년에 메소포타미아에서 로마군이 철수하면서 싱가라는 버려졌지만, 197년에 셉티미우스 세베루스의 파르티아 원정으로 로마 제국의 일부가 다시 한번 되었다. 고르디아누스 3세 치세 이곳에서 발행된 주화들 일부에서 발견된 문구[도시의 라틴어 이름(Aurelia Septimia Colonia Singara)에 대한 그리스어 표기(고대 그리스어: ΑΥΡ. ϹΕΠ. ΚΟΛ. ϹΙΝΓΑΡΑ.)]에서 확인되었듯이 세베루스는 싱가라를 콜로니아 지위로 상승시켰다. 이곳은 3세기 동안에 로마 제국의 극동쪽에 위치한 전진 기지 중 하나로 있었다. 이곳은 사산 제국의 왕 샤푸르 2세가 이끄는 344년의 포위전 기간에 일어난 유명한 야간 전투가 일어난 장소이기도 했는데, 이때의 전투 결과는 양 측이 승리를 주장하는등 서로에게 아주 만족스럽지 못했다. 그럼에도 그 뒤에, 콘스탄티우스 2세 치세 기간인 359/360년에, 싱가라가 거주민들과 두 개 군단이 용맹하게 지키고 있었음에도, 유명한 공방전을 치렀고, 결국엔 페르시아군의 맹공격 끝에 점령되었다라고 기록되었다. 암미아누스 마르켈리누스와 테오필락토스 시모카테스 등은 싱가라 주변 일대가 극도로 건조하며, 이런 점이 이곳을 먼거리에서 차지하거나 해방시키기 어렵게 하였다고 언급했다.

## 참고 문헌
- This article incorporates text from a publication now in the public domain: